# Bucky O'Hare (videojuego arcade)
Bucky O'Hare es un videojuego de Konami publicado como arcade en 1992.
Las voces de los personajes en las secuencias del juego están interpretadas por el elenco original de la serie animada.

## Argumento
Bucky y sus amigos deben impedir que el imperio de los sapos invada planetas extraterrestres y esclavice a su gente. Para ello han de avanzar disparando frente a un ejército de sapos con el cerebro lavado para destruir a su malvado líder, un programa de ordenador llamado "Komplex", y liberar la "Fuerza Interplanetaria de Vida".